# Tân Tiến, Đắk Lắk
Tân Tiến là một xã thuộc tỉnh Đắk Lắk, Việt Nam.
Xã có diện tích 33,72 km², dân số năm 1999 là 9748 người, mật độ dân số đạt 289 người/km².